# Strangalia anneae
Strangalia anneae är en skalbaggsart som beskrevs av Chemsak och Linsley 1981. Strangalia anneae ingår i släktet Strangalia och familjen långhorningar.
Artens utbredningsområde är:
- Costa Rica.
- Panama.

Inga underarter finns listade i Catalogue of Life.